# Plaveiselcelcarcinoom
Plaveiselcelcarcinoom, afgekort PCC, of carcinoma spinocellulare is een carcinoom uitgaande van plaveiselcellen, een bepaald type epitheelcel. Een groot deel van de gevallen van longkanker, baarmoederhalskanker, strottenhoofdkanker en mondkanker zijn van dit type. Plaveiselcelcarcinoom is een kwaadaardige tumor met kans op uitzaaiing, vooral  grotere tumoren en tumoren gelokaliseerd op onderlip of oor, via het lymfestelsel.
Het plaveiselcelcarcinoom van de huid ontstaat vaak in een keratosis actinica. Zonlichtschade is een belangrijke oorzaak. Plaveiselcelcarcinomen ontstaan ook wel in littekens van bijvoorbeeld brandwonden of chronische wonden, bijvoorbeeld bij dystrofische epidermolysis bullosa. Immuunsuppressie speelt een rol: na orgaantransplantatie is de kans op plaveiselcelcarcinomen sterk verhoogd. Vooral hier lijkt infectie met humaan papillomavirus een rol te spelen. Hiv-geïnfecteerden lopen een verhoogd risico op anale PCC's.
De behandeling van eerste keus is excisie met een marge van 0,5 cm. Soms kan radiotherapie of chemotherapie een bijdrage leveren.
Keratoacanthoom is een snelgroeiende huidaandoening, mogelijk een variant van PCC, die zich relatief goedaardig gedraagt.